# 15905 Berthier
15905 Berthier (1997 SV15) là một tiểu hành tinh vành đai chính được phát hiện ngày 27 tháng 9 năm 1997 bởi Khảo sát tiểu hành tinh OCA-DLR ở Caussols.